# Omega Pavonis
Omega Pavonis är en orange jätte och kolstjärna i Påfågelns stjärnbild.
Stjärnan har visuell magnitud +5,14 och är svagt synlig för blotta ögat vid normal seeing. Den befinner sig på ett avstånd av ungefär 565 ljusår.